# Аграновський Абрам Давидович
Абрам Давидович Аграновський (*1896, Мена, Сосницький повіт, Чернігівська губернія — †1951) — російськомовний радянський журналіст і письменник єврейського походження родом з України.
За професією — медик. Учасник Першої світової і Громадянської воєн. Працював у газетах «Коммунист», «Правда» и «Известия».
З 1937 по 1941 роки — відбував зіслання в Норильлагу, де працював медиком. Був реабілітований.
З 1937 року перебувала в таборах і його дружина Фаня Аграновська.
Після звільнення працював в газеті «Красноярский рабочий», потім в журналі «Огонёк» у Москві.
Член Союзу письменників СРСР.
Син — письменник і журналіст Аграновський Валерій Абрамович (1929—2000).

## Творчість
- Дымовщина. Записки журналиста. — Харьков, 1925.
- В фургоне по местечкам. Рассказы. М.: Гудок, 1927.
- Через брюкву… к социализму. Очерки. — М.: Московский рабочий, 1929.
- Коммуна, совхоз, комбинат. Сборник фельетонов о социалистической реконструкции деревни. — М.: Сельхозгиз, 1930.
- О шоколаде. Бытовые очерки. — М., 1930.
- От Столбцов до Бухары. Фельетоны. — М.-Л.: Госиздат, 1930.
- Люди побед. Очерки. — М.-Л., 1932.
- Вчерашний бедняк Амелькин. Рассказы и стихи. Хабаровск, 1933.
- Говорят колхозники опытники. Очерки. — Новосибирск, 1934.
- За победу! Красноярск, 1945.
- Простые рассказы о колхозе Красный пахарь. — Красноярск, 1945.
- Посторонись, засуха! Очерк. — Воронеж, 1949.
- По старым русским слободам. — М.: Сельхозгиз, 1950.
- Очерки разных лет. — М.: Советский писатель, 1960